# Suvodo
Suvodo este un sat din comuna Žabljak, Muntenegru. Conform datelor de la recensământul din 2003, localitatea are 65 de locuitori (la recensământul din 1991 erau 68 de locuitori).

## Demografie
În satul Suvodo locuiesc 54 de persoane adulte, iar vârsta medie a populației este de 38,9 de ani (38,9 la bărbați și 39,0 la femei). În localitate sunt 22 de gospodării, iar numărul mediu de membri în gospodărie este de 2,95.
Populația localității este foarte eterogenă (Srbi, Crnogorci, Romi).
|  |

| Demografie | Demografie | Demografie |
| An         | Locuitori  | Locuitori  |
| ---------- | ---------- | ---------- |
|            |            |            |
|            |            |            |
|            |            |            |
|            |            |            |
| 1948       | 124        |            |
| 1953       | 115        |            |
| 1961       | 128        |            |
| 1971       | 113        |            |
| 1981       | 110        |            |
| 1991       | 68         | 68         |
| 2003       | 65         | 65         |

| \| Componența etnică conform recensământului din 2003[2] \| Componența etnică conform recensământului din 2003[2] \| Componența etnică conform recensământului din 2003[2] \| Componența etnică conform recensământului din 2003[2] \| Componența etnică conform recensământului din 2003[2] \| \| ----------------------------------------------------- \| ----------------------------------------------------- \| ----------------------------------------------------- \| ----------------------------------------------------- \| ----------------------------------------------------- \| \| \| \| \| \| \| \| Muntenegreni \| Muntenegreni \| \| 38 \| 58,46% \| \| Sârbi \| Sârbi \| \| 26 \| 40% \| \| necunoscută \| necunoscută \| \| 0 \| 0% \| |              |  |    |        |
| Componența etnică conform recensământului din 2003 |              |  |    |        |
| |              |  |    |        |
| Muntenegreni | Muntenegreni |  | 38 | 58,46% |
| Sârbi | Sârbi        |  | 26 | 40%    |
| necunoscută | necunoscută  |  | 0  | 0%     |